# 合掌石石刻
合掌石石刻，位于中国广西壮族自治区钟山县钟山镇白马村，为一个省级文物保护单位，类型为石刻，为第六批广西壮族自治区文物保护单位，公布时间为2009年5月4日。
合掌石石刻的历史年代为宋。